# All Around the World
All Around the World lub All Around the World Productions – brytyjska wytwórnia wydająca płyty muzyczne założona w 1991 roku w Blackburn. Ma swoje pod wytwórnie Adhesive i Nitelife.
Wytwórnia współpracuje z artystami: Alex K, Big Ang, Basshunter, Breeze, Buzz Junkies, Cascada, Coolio, Snoop Dog, D:Code, Emma, Dance Assassins, Dancing DJs, Dannii Minogue, Darren Styles, Delinquent, DJ Casper, Eyeopener, Flip & Fill, Frankee, Freeloaders, Friday Night Posse, Frisco, Gigi D’Agostino, Groove Coverage, Helena Paparizou, Herd & Fitz, Ice Cube, Inaya Day, K-Klass, Kelly Llorenna, Killa Deejays, Liz Kay, Liz McClarnon, LMC, Loveshy, DJ Manian, Micky Modelle, Milk Inc., N-Dubz, N-Trance, Paradise, Pascal, Scooter, September, Simmons & Christopher, Special D., Sunburst, Therese Grankvist, Ultrabeat, Wideboys.